# 根本中堂
根本中堂（こんぽんちゅうどう）は、天台宗の比叡山延暦寺の総本堂である「延暦寺根本中堂」のことを意味すると解説する事典・辞典が多い。
しかし、天台宗の寺院の中には、本堂に当たる堂舎を「根本中堂」と呼んでいる寺院がある。
- 立石寺（山形県山形市）[2]
- 寛永寺（東京都台東区）[3]
- 清水寺（兵庫県加東市）[4]